# خالد درارني
خالد درارني صحفي جزائري مستقل ومن الوجوه البارزة في احتجاجات الجزائر 2019. اعتُقل في آذار/مارس 2020 حيث وُضع في سجن الحراش وذلك بتهمتي «المساس بالوحدة الوطنيّة» و«التحريض على التجمهر غير المسلّح».

## سيرته
درارني هو مؤسس الموقع الإلكتروني «القصبة تريبون»، ومراسل قناة تي في 5 موند الفرنسية، ومنظمة مراسلون بلا حدود. غطى الاحتجاجات التي اندلعت في الجزائر، وسجل المظاهرات، ونشر لقطات على حسابه على تويتر. والتي أدت لاحقًا إلى دفع الرئيس عبد العزيز بوتفليقة إلى الاستقالة في أبريل 2019.
في 27 مارس 2020، اعتقلت الشرطة الصحفي خالد درارني في الجزائر العاصمة. ووضع قيد الحبس المؤقت في سجن القليعة بسبب تقاريره عن احتجاج الحراك في 7 مارس. ويواجه تهم «التحريض على التجمهر غير المسلح»، و«المساس بسلامة وحدة الوطن». حيث إنهم انتقدوه بسبب منشوراته على وسائل التواصل الاجتماعي وانتقاده للسلطات الجزائرية في وسائل الإعلام وأن منشوراته " مخربة، ومُضللة، ومُتحيزة" وأن اعتقاله، الذي قال إنه الرابع منذ سبتمبر/أيلول، كان آخر تحذير قبل إحالة قضيته على القضاء. في 10 أغسطس 2020، صدر الحكم بحبس درارني بالسجن 3 سنوات مع النفاذ، من محكمة سيدي امحمد بالجزائر. مثيرة جدلا وسعاً في الاوساط الحقوقية الوطنية و الدولية، حيث سعت العديد من الأطراف داخل الجزائر وخارجها للتأثير على السلطات الجزائرية قصد الإفراج عن الأخير ومجموعة أخرى من النشطاء، إلا أن العديد من المتابعين تفاجأوا بتأييد مجلس قضاء العاصمة، بتاريخ 16 سبتمبر 2020، للحكم الأولي الصادر في حق خالد درارني كما نظم البرلمان الأوروبي، جلسات خاصة من أجل مناقشة ملفات تتعلق بوضعية حقوق الإنسان، من بينها قضية الصحافي الجزائري خالد درارني.
تم إطلاق سراحه يوم 18فبراير2021 بقرار من رئاسة الجمهورية.